# Michael Stitzel
Michael Stitzel (* 11. Mai 1940 in Leipzig) ist ein deutscher Wirtschaftswissenschaftler. Er ist emeritierter Professor für Allgemeine Betriebswirtschaftslehre, speziell Umweltmanagement, der FU Berlin.

## Leben
Nach dem Abitur 1959 am Kolleg St. Blasien leistete er Wehrdienst bei der Bundeswehr. Stitzel absolvierte dann eine Ausbildung zum Schriftsetzer in Karlsruhe und arbeitete von 1963 bis 1964 als Schriftsetzergehilfe in der Schweiz. 1967 erwarb er ein Diplom von der Akademie für das Graphische Gewerbe in München und machte seine Meisterprüfung.
Im Anschluss studierte er Betriebswirtschaftslehre an der Universität Karlsruhe und der Ludwig-Maximilians-Universität München (Diplom-Kaufmann 1972). Nach einer kurzzeitigen Tätigkeit als freier Mitarbeiter beim Referat für Stadtentwicklung München war er Assistent an der Universität München. Er wurde bei Edmund Heinen an der Staatswirtschaftlichen Fakultät der Universität München mit der Dissertation Das Verhalten der Unternehmer gegenüber gesellschaftspolitischem Wandel zum Dr. rer. pol. promoviert. Danach wurde er wissenschaftlicher Mitarbeiter an der Hochschule der Bundeswehr München. 1977 wurde er wissenschaftlicher Rat (Prof. Rainer Marr) an der Bundeswehrhochschule. 1984 habilitierte er sich mit der Arbeit Der gleitende Übergang in den Ruhestand.
Von 1985 bis 1986 war er Gastprofessor an der Universität Innsbruck und danach Lehrstuhlvertreter und Professor an der Katholischen Universität Eichstätt-Ingolstadt. 1991 wechselte er auf die Professur Allgemeine Betriebswirtschaftslehre, speziell Umweltmanagement, an den Fachbereich Wirtschaftswissenschaften der Freien Universität Berlin. 2005 wurde er emeritiert.
Er ist Mitglied im Verband der Hochschullehrer für Betriebswirtschaft und des Deutschen Netzwerkes Wirtschaftsethik.

## Schriften (Auswahl)
- Unternehmerverhalten und Gesellschaftspolitik. Kohlhammer, Stuttgart u. a. 1977, ISBN 3-17-004367-6.
- mit Rainer Marr: Personalwirtschaft. Ein konfliktorientierter Ansatz. verlag moderne industrie, München 1979, ISBN 3-478-38200-9.
- Der gleitende Übergang in den Ruhestand. Interdisziplinäre Analyse einer alternativen Pensionierungsform. Campus, Frankfurt am Main u. a. 1987, ISBN 3-593-33692-8.
- mit Martin Jänike, Philip Kunig: Lern- und Arbeitsbuch Umweltpolitik. Politik, Recht und Management des Umweltschutzes in Staat und Unternehmen. Dietz, Bonn 1999, ISBN 3-8012-0283-6. (2. Auflage 2003; bpb 2000)